# Harlakatta, Arsikere
Harlakatta là một làng thuộc tehsil Arsikere, huyện Hassan, bang Karnataka, Ấn Độ.